# Куп Југославије у ватерполу
Куп СФР Југославије је национални ватерполо куп СФР Југославије који се одржавао у организацији Ватерполо савеза СФР Југославије.
Куп СФРЈ у ватерполу игра се од 1973. године. Заменио је Зимско првенство Југославије у ватерполу које се играло од 1959. до 1972. Куп је игран до 1991. године, након тога расформиран је Ватерполо савеза СФР Југославије услед распада СФРЈ.

## Финалне утакмице Купа СФР Југославије
| Година   | Освајач                 | Резултат         | Финалиста           |
| -------- | ----------------------- | ---------------- | ------------------- |
| 1973.    | Партизан Београд (1)    | играно турнирски | Морнар Сплит        |
| 1974.    | Партизан Београд (2)    | играно турнирски | ХАВК Младост Загреб |
| 1975.    | Партизан Београд (3)    | играно турнирски | ХАВК Младост Загреб |
| 1976.    | Партизан Београд (4)    | играно турнирски | Приморје Ријека     |
| 1977.    | Партизан Београд (5)    | играно турнирски | Приморац Котор      |
| 1978.    | Корчула (1)             | играно турнирски | Приморац Котор      |
| 1979.    | Партизан Београд (6)    | играно турнирски | ПОШК Сплит          |
| 1979.    | Приморје Ријека (1)     | 8:7, 4:5         | ПОШК Сплит          |
| 1980.    | ПОШК Сплит (1)          | 7:4, 7:7         | Партизан Београд    |
| 1981.    | Југ Дубровник (1)       | 7:8, 8:6         | Партизан Београд    |
| 1982.    | ПОШК Сплит (2)          | 10:6, 5:8, 11:9  | Југ Дубровник       |
| 1983.    | Југ Дубровник (2)       | 10:9             | ПОШК Сплит          |
| 1984/85. | Партизан Београд (7)    | 9:7              | Југ Дубровник       |
| 1985/86. | Приморац Котор (1)      | 10:8             | Морнар Сплит        |
| 1986/87. | Партизан Београд (8)    | 17:7             | Југ Дубровник       |
| 1987/88. | Партизан Београд (9)    | 10:7             | Јадран Сплит        |
| 1988/89. | ХАВК Младост Загреб (1) | 10:8             | ПОШК Сплит          |
| 1989/90. | Партизан Београд (10)   | 12:7, 9:13       | ПОШК Сплит          |
| 1990/91. | Партизан Београд (11)   | 13:10, 12:14     | ХАВК Младост Загреб |